# Gumboda, Robertsfors kommun
Gumboda är en by i Robertsfors kommun, belägen längs Europaväg 4 mellan Sikeå och Ånäset. Gumboda hed ligger i närheten.